# 마에시로 겐야
마에시로 겐야(일본어: 真栄城 兼哉, 1995년 2월 7일 ~ )는 일본의 전 축구 선수이다.

## 구단 경력
과거 FC 류큐에서 활동하였다.